# Parque nacional Diriá
El Parque Nacional Diriá es un parque nacional de Costa Rica, ubicado en la provincia de Guanacaste, al sur de la ciudad de Santa Cruz, en la comunidad de Arado.  Con una extensión de 28 km² es el área silvestre con mayor extensión estatal dentro del Área de Conservación Tempisque, a nivel terrestre.

## Geografía
En esta área de conservación se protegen tanto bosques tropicales secos cómo húmedos, estos se encuentran en las elevaciones superiores ubicadas cerca de las áreas montañosas centrales de la Península de Nicoya. 
Se incluye parte de los ríos Diriá, Tigre, Verde y Enmedio, los cuales crean un terreno de valles profundos con pendientes inclinadas.

## Facilidades
El parque cuenta con una estación de guardaparques que abre diariamente de 08:00 a 16:00 para visitantes y turistas. 

## Especies
En el Parque Nacional Diriá es posible encontrar especies de árboles únicas. 

### Mamíferos
- Venados
- Monos aulladores, conocidos localmente como "congos"
- Osos hormigueros
- Chanchos de monte

### Aves
- 134 especies conocidas de aves.